# 's-Heerenberg

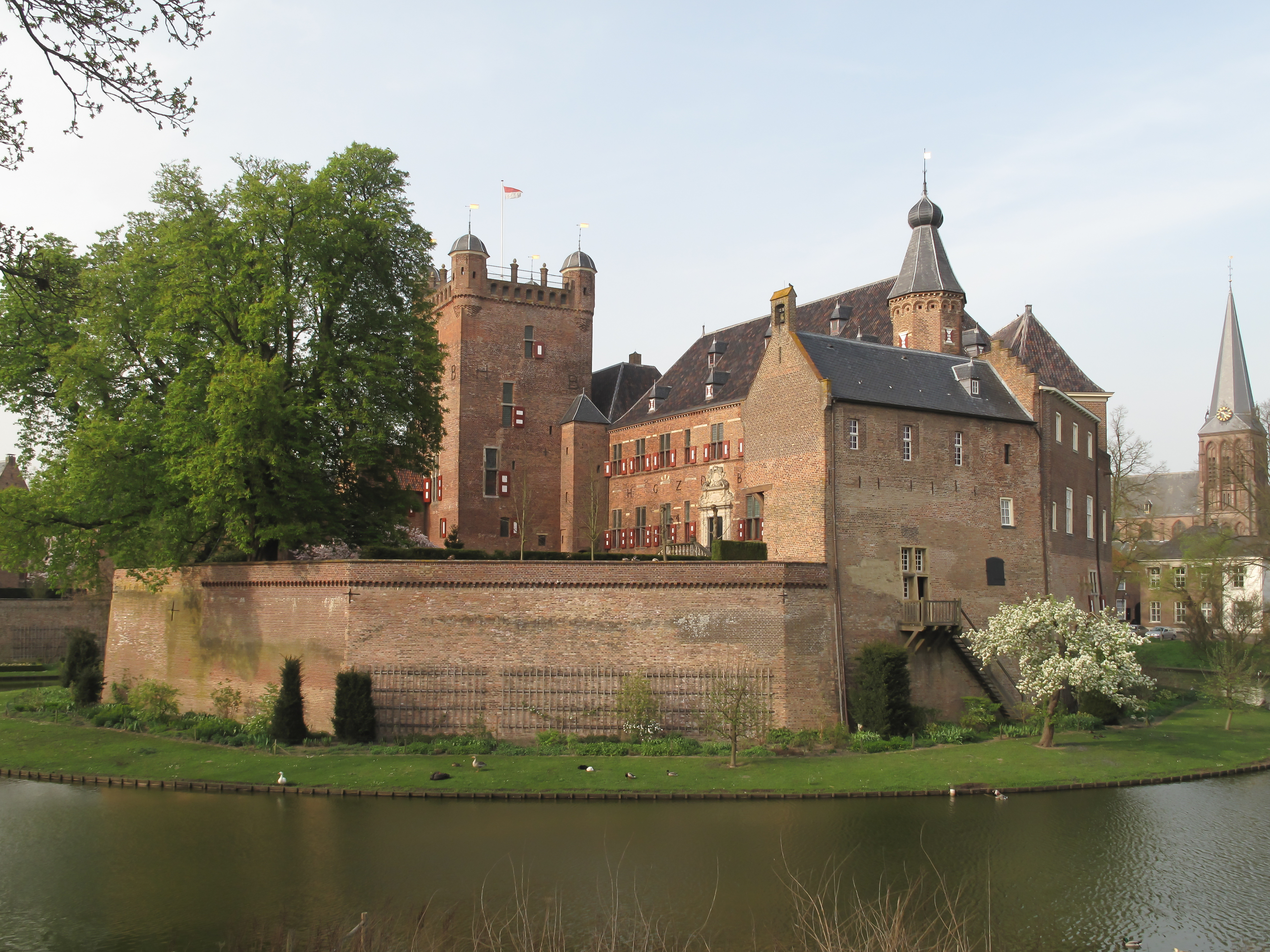
's-Heerenberg: Huis Bergh

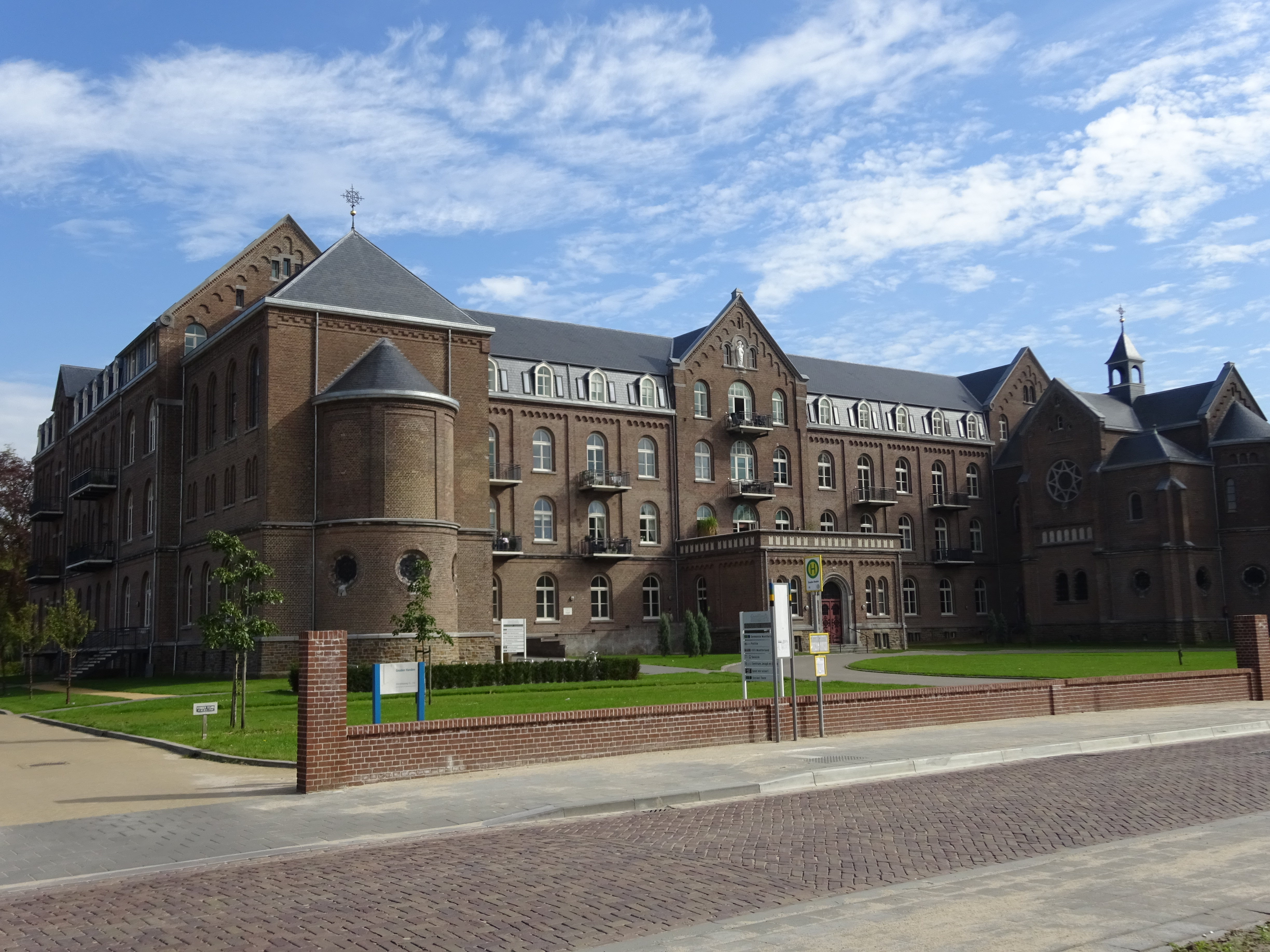
's-Heerenberg: il monastero Don Rua

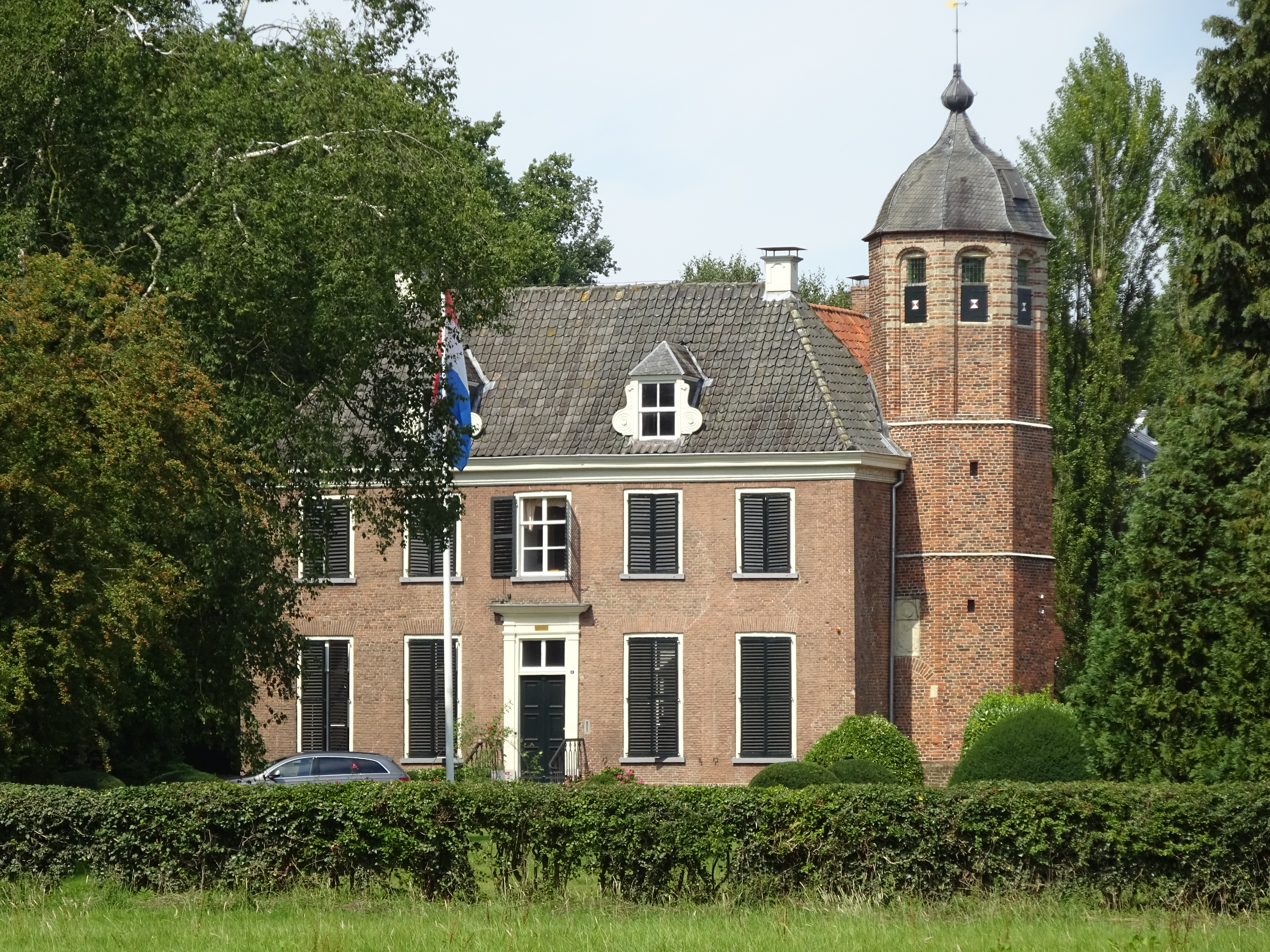
's-Heerenberg: il Boetselaersborg

's-Heerenberg  è una cittadina di circa 8 000 abitanti  del sud-est dei Paesi Bassi, facente parte della provincia della Gheldria e situata nella regione di Achterhoek e, più precisamente nell'area nota come Montferland e lungo il confine con la Germania. Dal punto di vista amministrativo, si tratta di un ex-comune, dal 1821 accorpato al comune di Bergh, comune a sua volta inglobato nel 2005 nella nuova municipalità di Montferland.

## Geografia fisica
's-Heerenberg è situata nella parte sud-orientale della provincia della Gheldria, ad est dell'area nota come Gelderse Poort e ai margini meridionali/sud-orientali dell'area collinare nota come Montferland (zona che comprende anche la collina omonima, che si estende a nord-ovest della città), e si trova tra le località di Beek e Dixperlo (rispettivamente a sud-est della prima e ad ovest della seconda), a circa 3-4 km a sud di Zeddam.

## Storia
's-Heerenberg ricevette lo status di città l'8 settembre 1379.

### Simboli
Lo stemma di 's-Heerenberg è ornata da una corona e vede raffigurato un leone rosso.
Lo stemma è presumibilmente quello della signoria di Bergh.

## Monumenti e luoghi d'interesse
Antica cittadina fortificata, 's Heereberg vanta vari edifici risalenti al XV-XVI secolo. 27 edifici sono classificati come rijksmonumenten e 49 come gemeentelijke monumenten.

### Huis Bergh
Tra gli edifici principali di 's-Heerenberg, figura lo Huis Bergh, antica residenza della signoria di Bergh: realizzato nella forma attuale nel XVIII secolo, ma le cui origini risalgono al XII secolo, è uno dei più grandi e importanti tra i castelli dei Paesi Bassi.

### Chiesa protestante
Altro edificio d'interesse è la chiesa protestante, costruita sulle ceneri di una pseudobasilica del 1446.

### Monastero Don Rua
Altro luogo d'interesse è l'ex-monastero Don Rua, realizzato agli inizi del XX secolo su progetto dell'architetto Max Keuchen (1843-1919) e che dal 1909 al 2000 ospitò il Museum Gouden Handen. Dal 2012 ospita invece uffici del comune.

### Boetselaersborg
Altro edificio storico di 's Heerenberg è il Boetselaersborg, una residenza risalente al 1550.

### Mulino di 's-Heerenberg
Altro edificio d'interesse è il mulino di 's-Heerenberg, un mulino a vento risalente al 1829.

## Società

### Evoluzione demografica
Nel 2011, la popolazione stimata di 's-Heerenberg era di 8 065 abitanti.
La cittadina ha quindi conosciuto un lieve decremento demografico rispetto al 2008, quando la popolazione stimata era di 8 090 abitanti, e al 2001, quando la popolazione censita era di 8 095 abitanti.

## Cultura

### Eventi
Tra gli eventi principali nel calendario festivo della cittadina, figurano quelli legati al Carnevale, periodo durante il quale 's-Heerenberg viene chiamata Waskupenstad.
|  |

## Sport
In dicembre, a 's-Heerenberg si svolge la corsa podistica nota come Montferland Run.